# 章兰
章兰（1952年4月—），山东郓城人，中国豫剧表演艺术家，一级演员，山东省剧协副主席，聊城市豫剧院院长，中国戏剧梅花奖二度梅获得者。